# Pim van Gool
W.A. (Pim) van Gool (1957) is een Nederlands hoogleraar neurologie. Hij houdt zich in het bijzonder bezig met dementieën. Van Gool was van 2012 tot 2020 voorzitter van de Gezondheidsraad.

## Biografie
Van Gool studeerde medicijnen aan de Universiteit van Amsterdam. Hij promoveerde aan de UvA op onderzoek naar hersenveroudering; dit dierexperimenteel voerde hij uit bij het Nederlands Instituut voor Hersenonderzoek. In 2000 werd hij benoemd tot hoogleraar in de neurologie. Hij is verbonden aan het Amsterdams Academisch Medisch Centrum. Hij deed onderzoek naar effectieve diagnostiek, nieuwe geneesmiddelen, prionziekten en preventie van dementie. Hij houdt zich ook bezig met onderwerpen die buiten de neurologie liggen, zoals verstandelijk gehandicapten, primaire gezondheidspreventie, en forensische psychiatre.
Hij werd in 2005 lid van de Gezondheidsraad en werd in 2012 voorzitter. Deze functie bekleedde hij tot 2020.
In 2023 publiceerde uitgeverij Boom zijn boek ‘Denkdwang, hoe Ludwik Fleck de nazi’s misleidde’.